# Trest smrti na Kypru

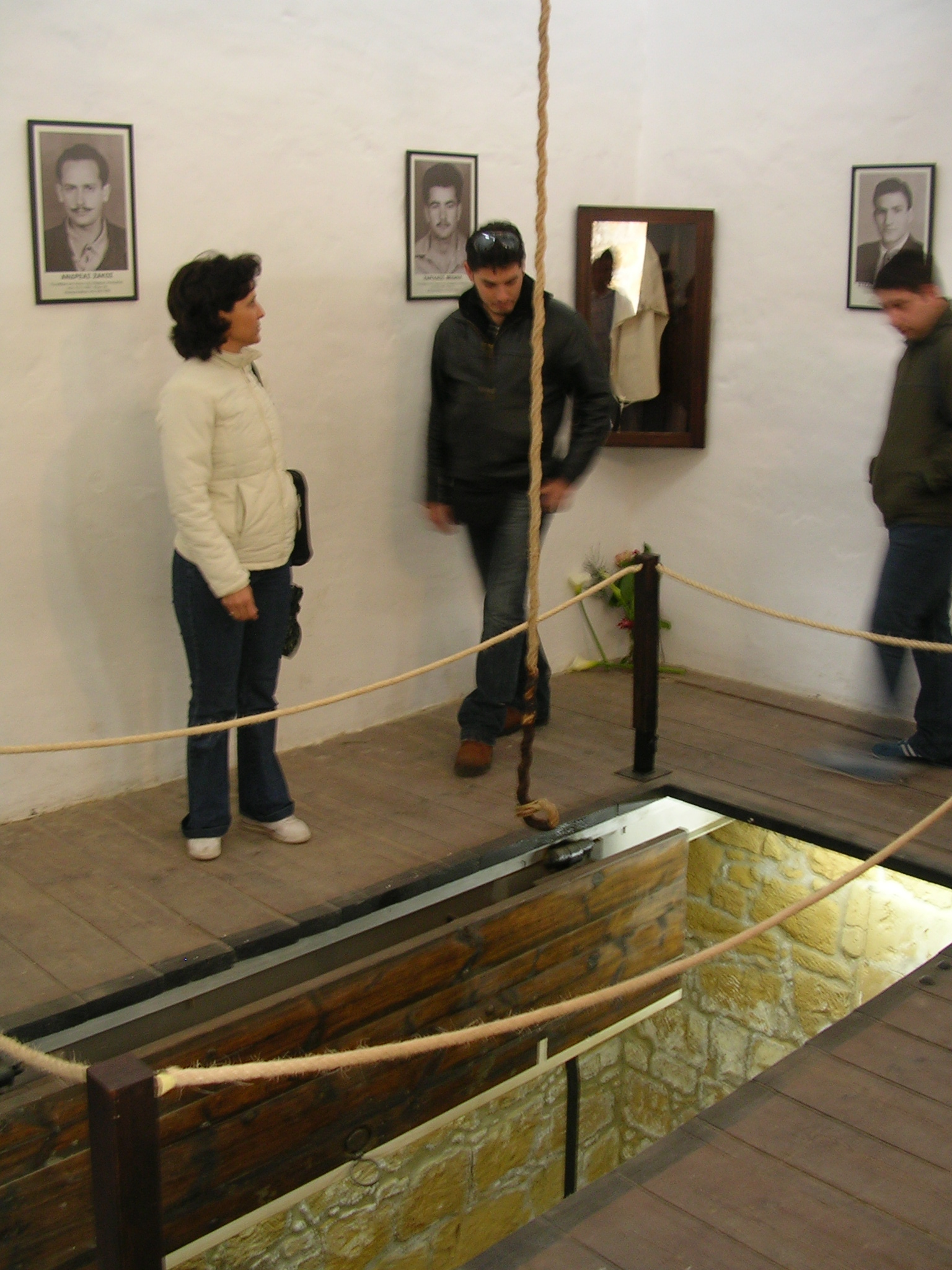
Šibenice v Centrální věznici v Nikósii, které slouží jako muzeum

Trest smrti na Kypru za vraždu byl zrušen 15. prosince 1983. K jeho úplnému zrušení došlo 19. dubna 2002. Nahrazen byl doživotním vězením. Kypr je také signatářem Druhého opčního protokolu Mezinárodního paktu o občanských a politických právech, který stanovuje úplné zrušení trestu smrti. V roce 2016 byla změněna kyperská ústava a byly tak odstraněny všechny formy trestu smrti.
Poslední popravy na Kypru byly vykonány dne 13. června 1962. Tři muži, Hambis Zacharia, MIchael Hiletikos a Lazaris Demetriou, byli oběšeni za vraždu. Zacharia zabil v roce 1958 muže na vinici v Lemesosu. Hiletikos a Demetriou byli usvědčeni ze zastřelení muže před nočním klubem v Lemesosu v roce 1961. Oběšení provedli britští kati Harry Allen a John Underhill.
Před ziskem nezávislosti bylo Brity v letech 1956 až 1957 oběšeno devět mužů za jejich činy, které spáchaly jako členové EOKA. Centrální věznice v Nikósii stále funguje jako vězení, ale oblast, kde byly vykonávány popravy je nyní muzeem.
Neuznaný stát Severokyperská turecká republika si za určitých omezených okolností ponechává trest smrti. Článek 15 ústavy deklaruje, že trest smrti lze uložit v případech vlastizrady během války, teroristických činů, pirátství a vícenásobné vraždy. Ani v těchto případech nelze výkon trestu smrti provést, pokud tak nerozhodne zákonodárné shromáždění Severního Kypru podle ustanovení článku 78. Od roku 2017 nebyla na území Severního Kypru vykonána žádná poprava.